# Jazyky na-dené
Jazyky na-dené představují velkou rodinu indiánských jazyků Severní Ameriky, především na Aljašce, v západní Kanadě, na severozápadním pobřeží USA a v jižním vnitrozemí USA. Příslušníci kmenů mluvících těmito jazyky patrně přišli do Ameriky v poslední indiánské (tedy před Eskymáky) migrační vlně, přibližně před 8 000 lety, a od ostatních severoamerických indiánů se liší etnicky i jazykově.
Vzhledem ke svým specifikům bývají jazyky na-dené často vyjímány ze skupiny ostatních indiánských jazyků a stavěny do příbuzenstva některých jazyků asijských, především sibiřské ketštiny, s níž tvoří tzv. dené-jenisejskou jazykovou rodinu. (Jazyk indiánského kmene Haidů, tradičně řazený mezi jazyky na-dené, stojí v tomto pojetí obvykle stranou a jeho další klasifikace zůstává nejasná.) Zatímco toto spojení již začíná být šířeji přijímáno, spekuluje se i o vztazích s burušaským jazykem a s rodinou sinotibetskou a severokavkazskou, s níž by mohly tvořit širší rodinu dené-kavkazskou, tato hypotéza však zatím není věrohodně doložena.
Drtivá většina jazyků ze skupiny na-dené je silně ohrožena a jejich mluvčími je často jen několik desítek osob starší generace. Výjimku představuje především jazyk Navahů, kterým mluví přibližně 175 000 osob, a tento počet dále roste. Mezi další obecně známá etnika mluvící dené-kavkazskými jazyky patří například Apačové.

## Dělení
- Tlingit (přibližně 140 mluvčích, jihozápadní Aljaška a západní Kanada)
- Athabasko-eyacké jazyky
  - Eyak († 20. ledna 2008 (poslední mluvčí), jižní pobřeží Aljašky)
  - Athabaské jazyky (přibližně 30 jazyků, na Aljašce, v západní Kanadě, na severozápadním pobřeží USA a v jižním vnitrozemí USA; ze zhruba 200 000 mluvčích připadá 175 000 na jazyk Navahů)
    - severní (Aljaška a Kanada)
      - jihoaljašské
      - středoaljašské
      - severozápadokanadské
      - tsetsautské
      - středokolumbijské
      - sarsijské
      - kwalhioqua-clatskanijské

    - pacifické (severozápadní pobřeží USA)
      - kalifornské
      - oregonské

    - jižní (apačské) (jižní vnitrozemí USA)
      - jazyky prérijních Apačů
      - jazyky západních Apačů (např. navažština)
      - jazyky východních Apačů